# Acquaviva Picena
Acquaviva Picena – miejscowość i gmina we Włoszech, w regionie Marche, w prowincji Ascoli Piceno.
Według danych na styczeń 2009 gminę zamieszkiwało 3696 osób przy gęstości zaludnienia 176,8 os./1 km².